# Opluridae
Opluridae или мадагаскарске игуане породица су гуштера умерене величине, који насељавају Мадагаскар и Велике Коморе. Фамилија обухвата осам савремених врста сврстаних у два рода. Припадници ове фамилије живе међу стенама, на дрвећу или преферирају пешчана станишта. Све врсте полажу јаја и имају зубе који подсећају на зубе правих игуане . 
Једна молекуларно-филогенетска студија митохондријске ДНК датовала је раздвајање између фамилија Opluridae и Iguanidae на пре око 165 милиона година, током средње Јуре . Студија је подржала монофилију игуана у ширем смислу, и поставила припаднике ове фамилије (као потфамилију Oplurinae) у базални положај унутар групе. Овај датум је у складу с претпостављеним  пореклом мадагаскарских игуана викаријском алопатричком специјацијом, јер се верује да се Мадагаскар одвојио од Африке током распада Гондване пре око 140 милиона година.  

## Врсте
- Род Chalarodon
  - Chalarodon madagascariensis
  - Chalarodon steinkampi
- Род Oplurus
  - Oplurus cuvieri
  - Oplurus cyclurus
  - Oplurus fierinensis
  - Oplurus grandidieri
  - Oplurus quadrimaculatus
  - Oplurus saxicola